# The End of the Beginning (альбом God Is an Astronaut)
The End of the Beginning (с англ. — «Конец начала») — дебютный студийный альбом ирландской пост-рок-группы God Is an Astronaut, вышедший в 2002 году.

## Об альбоме
В качестве названия альбома, вероятно, была использована фраза из известной цитаты премьер-министра Великобритании Уинстона Черчилля (Речь в резиденции лондонского лорд-мэра после сражения при Эль-Аламейне в Северной Африке, 10 ноября 1942 года):

Это ещё не конец. Это даже не начало конца. Но это, возможно, конец начала.
Оригинальный текст (англ.)The Germans have received back again that measure of fire and steel which they have so often meted out to others. Now this is not the end. It is not even the beginning of the end. But it is, perhaps, the end of the beginning.

Обложка альбома представляет собой видоизменённый кадр из видеоролика, демонстрирующего ядерные испытания Upshot-Knothole Annie.
Нильс Кинселла в одном из интервью упомянул, что альбом был вдохновлён трип-хопом и электроникой. Также он вспоминал: «Мы записали альбом с ограниченным оборудованием; я думаю, у нас был только секвенсор клавиш XP80, Akai S3000 и микшерный пульт Yamaha. Такое оборудование больше подходило для написания и записи танцевальной и электронной музыки».

## Список композиций
1. The End of the Beginning — 4:15
2. From Dust to the Beyond — 5:17
3. Ascend to Oblivion — 5:00
4. Coda — 5:04
5. Remembrance — 4:20
6. Point Pleasant — 5:03
7. Fall from the Stars — 4:27
8. Twilight — 5:03
9. Coma — 1:16
10. Route 666 — 4:34
11. Lost Symphony — 5:16

### Переиздание 2004 года
1. NIWS — 3:55
2. Route 666 (live Oxegen Festival 2004) — 6:02
3. Point Pleasant (live Oxegen Festival 2004) — 4:47

## Участники записи
- Торстен Кинселла (Torsten Kinsella) — вокал, гитары, клавишные, программирование;
- Нильс Кинселла (Niels Kinsella) — бас-гитара, гитары, клавишные;
- Томас Кинселла (Thomas Kinsella) — соавтор «Remembrance», «Ascend to Oblivion», «Point Pleasant», «Fall from the Stars»;
- Ноэль Хили (Noel Healy) — соавтор «From Dust to the Beyond», «Coda».

Обложка альбома и внутреннее оформление — Нильс Кинселла.
Все песни спродюсированы — God Is An Astronaut, кроме треков 6 и 11 — сопродюсер Пэт О' Доннелл.
Все композиции сочинили Торстен Кинселла, Нильс Кинселла, Томас Кинселла, Ноэль Хили.
Альбом записан на студии Quill Lane Studio.